# Ligamento supraespinoso
El ligamento supraespinoso es un cordón fibroso que conecta las vértebras del esqueleto. 
El ligamento supraespinoso se extiende por detrás de todas las apófisis espinosas insertándose en todas ellas y confundiéndose con los diferentes tejidos fibrosos adyacentes, ya sean correspondientes a los ligamentos interespinosos ya a los tendones de los músculos del espinazo.

## Cuello
El ligamento supraespinoso del cuello o cervical posterior es una membrana triangular tan delgada que más bien se puede considerar destinada a separar los músculos laterales que a reunir las apófisis espinosas. Ofrece dos caras, tres bordes y tres ángulos.
Las dos caras son laterales y están en contacto con músculos. El borde superior corto se inserta en la cresta occipital interna. El borde anterior va sucesivamente insertándose en todas las apófisis espinosas y confundiéndose con los ligamentos interespinosos. El borde posterior es el más grueso y acordonado porque está robustecido por fibras tendinosas del trapecio. También es el más largo, pues se extiende desde la protuberancia occipital externa hasta la apófisis espinosa de la vértebra prominente. El ángulo anterior corresponde al tubérculo posterior del atlas. El ángulo superior se inserta en la protuberancia occipital externa. El ángulo inferior se inserta en la apófisis espinosa de la vértebra prominente.

## Región dorsal y lumbar
El ligamento supraespinoso de la región dorsal es un cordón extendido por encima de todas las apófisis espinosas que se ata a las puntas de todas estas. También está confundido con los ligamentos interespinosos y las fibras tendinosas adyacentes y sobre las apófisis está adelgazado.
El ligamentos supraespinoso del área lumbar también es un cordón, prolongación del cordón dorsal. Como éste va insertándose en todas las apófisis espinosas y en los ligamentos interespinosos y se confunde con los tendones adyacentes de tal manera que la mayoría de las fibras, corresponde a estos tendones aunque no puede negarse que hay muchas fibras propias del ligamento.

## Mecanismo
Cuando la columna vertebral se dobla hacia delante estos ligamentos ceden poniéndose tirantes de tal modo, que constituyen un obstáculo para que se prolongue más el movimiento. En todos los animales mamíferos cuadrúpedos cuya cabeza pesa mucho, el ligamento cervical es robustísimo ý contiene muchas fibras elásticas de modo que toma una parte muy importante y activa en el sostenimiento de su cabeza.